# Crossfaith
Crossfaith (japonês: クロスフェイス) é uma banda japonesa de metalcore formada em 2006 na cidade de Osaka. A banda possui uma sonoridade que une características do metalcore com dubstep e outras formas de música eletrônica, e se destacam pelas suas intensas apresentações ao vivo. Desde seu surgimento, a banda manteve a mesma formação sem mudanças de membros, que desde 2006 consiste no vocalista Kenta Koie, guitarrista Kazuki Takemura, o baixista Hiroki Ikegawa, o baterista Tatsuya Amano e o tecladista Terufumi Tamano.
Crossfaith lançou em 2008 sua primeira demo, Blueprint of Reconstruction. Um ano depois, em 2009, a banda lançou seu primeiro EP The Artificial Theory for the Dramatic Beauty, pela Zestone Records, e estreou o álbum de estúdio The Dream, the Space em 2011 pela Tragic Hero Records. O Crossfaith então lançou seu segundo EP Zion em setembro de 2012; isso funcionou como um lançamento para promover o grupo em outros países, já que até então os fãs do grupo se limitavam apenas ao Japão.

## História

### Primeiros anos,The Artificial Theory for the Dramatic BeautyeThe Dream, the Space(2006–2012)
A banda começou quando o vocalista Kenta Koe, o guitarrista Kazuki Takemura e o turntablist Terufumi Tamano estavam em uma banda de nu metal na qual faziam covers do Linkin Park e Limp Bizkit. O grupo costumava apresentar Kenta misturando rap e técnicas de screaming. Depois que sua banda cover acabou, Kenta queria começar um novo grupo de metal. Para fazer isso, ele pediu ao baterista Tatsuya Amano, o qual era um colega de escola que estava no mesmo clube de música de Kenta para fazer um teste. O cover de bateria de Amano para "(sic)" do Slipknot impressionou Kenta e os outros, fazendo Tatsuya ser chamado imediatamente para ser o baterista da banda. O Turntablist Terufumi se juntou ao novo projeto com uma inspiração de grupos de música eletrônica como Chemical Brothers e The Prodigy, Terufumi usaria essas características para conectar suas inspirações eletrônicas com os covers de heavy metal que a banda fazia na época. A banda foi formada como forma uma forma protesto, e com a intenção de fazer música de um jeito oposto a enorme cultura musical pop do Japão.
Em 2010, Koie participou da canção "No Plan B" do rapper Manafest no EP Avalanche/No Plan B.[carece de fontes?]
Em suas primeiras turnês, eles foram apoiados por bandas como Hatebreed, Machine Head, In This Moment, Bleeding Through, The Used, August Burns Red e Memphis May Fire. Em março de 2011, a Tragic Hero Records assinou com o Crossfaith para um lançamento de seu álbum de estreia nos Estados Unidos, o The Dream, the Space.

### Zion, sucesso internacional eApocalyze(2012–2014)
Em 2012, a agenda da turnê do Crossfaith pela Europa expandiu, numa delas acompanhou uma turnê com Of Mice & Men e Bury Tomorrow, e no final do ano abrindo para While She Sleeps juntamente com Bleed from Within e Polar in September. Em agosto a banda retornou ao Japão para tocar no Summer Sonic Festival, o maior festival do país, onde tocou às 3 da manhã para 10.000 pessoas.
Em setembro de 2012, a banda lançou seu segundo Extended Play, Zion, usado como um sampler introdutório projetado para por a banda e vender sua música em um mercado maior, deixando para trás características agressivas abundantemente presentes em lançamentos anteriores. Zion recebeu o nome da cidade humana na série de filmes Matrix. O EP reviveu uma resposta popular e positiva da crítica ao mainstream, como Kerrang! e The Sydney Morning Herald. Três videoclipes surgiram da promoção do EP, sendo estes para "Monolith" e "Jägerbomb" e um vídeo estilo tipografia para "Photosphere". Em 10 de novembro, a banda se apresentou na Warped Tour 2012 no Alexandra Palace em Londres. O palco em que tocaram tinha apenas uma capacidade para 500 pessoas, mas a segurança do evento teve que bloquear a entrada, pois a capacidade excedida durante a apresentação. Sua apresentação no festival atraiu muita atenção para a banda.
Em 4 de fevereiro de 2013, o Zion EP foi lançado na Europa pela Search and Destroy Records, e apenas alguns dias depois disso, o EP foi disponibilizado no SoundCloud. Crossfaith se apresentou no festival Soundwave australiano de 2013 em todas as cinco datas em Brisbane, Sydney, Melbourne, Adelaide e Perth entre 23 de fevereiro e 4 de março. Eles também anunciaram shows neste grande festival antes das datas no qual participariam com a banda Periphery. Apenas dois dias após sua apresentação na Austrália, a banda iniciou sua turnê de março pelos Estados Unidos em apoio a Enter Shikari e Architects.
Em maio de 2013, a banda deu suporte à turnê de Bring Me the Horizon no Reino Unido. Depois de sua turnê com Bring Me the Horizon, eles fizeram duas apresentações nas famosas casas de shows de Barfly em Londres e na Sugarmill em Stoke, apoiados por We Butter the Bread with Butter, mas devido ao sucesso do show em Londres, eles mudaram o local para o Camden Underworld. Suas performances foram elogiadas por oferecerem uma "energia constante" e como os solos de bateria de Tatsuya Amano eram "impressionantes". Este show foi na famosa casa de show de Underworld, apenas um ano após o eles abrirem para o Of Mice & Men neste mesmo lugar. Entre julho e agosto, Crossfaith estava em turnê no festival Warped Tour 2013 nos Estados Unidos e se apresentaria nos Festivais de Reading e Leeds no Reino Unido. Crossfaith lançou seu segundo álbum de estúdio intitulado de Apocalyze no Japão em 4 de setembro de 2013 e em 9 de setembro no Reino Unido. O álbum foi gravado no Machine Shop Studios em Nova York em janeiro de 2013 e foi lançado através de Search and Destroy e Sony Music. Antes do lançamento de Apocalyze, a banda lançou três videoclipes: "We Are the Future", "Eclipse" e "The Evolution".

### Xeno,Ex MachinaeSpecies(2014-presente)
Em 8 de outubro de 2014, a banda lançou um single de três faixas intitulado Madness. A tracklist consiste em três canções: "Madness", "Dance with the Enemy" e "S.O.S.". Crossfaith também anunciou que tocará todas as datas festival Vans Warped Tour em 2015 para a América do Norte, bem como no SlamDunk Festival no Reino Unido em maio de 2015. Crossfaith lançou seu terceiro álbum de estúdio, Xeno, em 18 de setembro de 2015.[carece de fontes?]
Em 27 de julho de 2016, a banda lançou outro single de três faixas intitulado New Age Warriors, apresentando três novas canções: "Rx Overdrive", que tinha um videoclipe de acompanhamento, "Kill 'Em All" e "Revolution".[carece de fontes?]
Em entrevista ao Dead Press! em abril de 2017, a banda confirmou que tinha dois novos singles prontos para lançamento no verão e que planejavam lançar o quarto álbum de estúdio intitulado Ex Machina, que foi lançado em 1 de agosto de 2018.
Em 5 de fevereiro de 2020, a banda estreou seu primeiro single "Endorphin" exclusivamente no BBC Radio 1 Rock Show de Daniel P. Carter, um dia antes do lançamento do single em todo o mundo. No entanto, o EP não foi anunciado até o lançamento do segundo single "Digital Parasite" em 9 de abril de 2020.

## Estilo e influências
Crossfaith usou de canto com a voz limpa já em seu primeiro álbum, na música "K". É a única música desse álbum que o vocalista Kenta Koie canta em seus vocais. Em The Dream, the Space, eles usaram vocais limpos nas canções "Omen" e "Demise and Kiss", não usaram vocais limpos no EP Zion e fizeram em seu terceiro álbum Apocalyze nas canções "Eclipse", "Scarlett", "Only the Wise Can Control Our Eyes" e "Counting Stars". Depois de Apocalyze, na música "Madness", a maior parte da música usou vocais limpos. Em seu terceiro álbum de estúdio, Xeno, a maioria das músicas desta oferta trazem vocais limpos. Crossfaith também incorporou passagens de palavras faladas e sussurros em suas canções. Muitas de suas faixas são totalmente gritadas, ao contrário de outras canções, onde usam mais vocais limpos, o que é muito mais comum em sua produção mais recente. Eles são tipicamente rotulados como metalcore e electronicore, mesclando influências de heavy metal, eletrônica, hardcore,  death metal melódico e metal industrial. A música da banda é vista como uma combinação de instrumentação dometalcore e vocais com teclados e sintetizadores industriais. Eles foram descritos como "Slipknot destruindo o Prodigy, membro por membro", e foram vistos como uma fusão de "metal, eletronic dance, punk agressivo e uma energia que é inteiramente própria de Crossfaith". A banda sempre quis escrever letras em inglês, pois sentiam que sua música era bastante ocidentalizada.
O EP Zion da banda apresenta seu som dominado por sintetizador, particularmente em "Monolith" apresentando "batidas de bumbo duplo, riffs rápidos e explosões atmosféricas". Enquanto "Jägerbomb" é visto como "puramente Pantera groove metal com um toque de sintetizador incluído" e é creditado como o responsável por solidificar a reputação do Crossfaith como uma banda de rock de arena. O ritmo do disco diminui com "Dialogue", um interlúdio instrumental "techno-infused" com uma "batida eletrônica lenta e tensa".
Para seu segundo álbum, Apocalyze, a banda escreveu letras que tratavam de diferentes assuntos. "We Are the Future" é escrito sobre bandas que não desejam soar como qualquer outra coisa que existe. "Deathwish" é um conto fictício sobre um homem que deseja se vingar do assassino de sua namorada e "Countdown to Hell", que é sobre ser intimidado na escola. "Only the Wise Can Control Our Eyes" confronta o desastre nuclear de Fukushima e como a banda acredita que o governo está ocultando informações sobre o desastre do público. Ao comentar sobre as razões por trás de escrever sobre o desastre, Kenta disse: "Quando comecei a escrever as letras do novo álbum, pensei que teria que escrever sobre isso para outros japoneses, mas não realmente sobre [a] política, [mais] sobre a 'coisa nuclear'."

## Membros
Membros atuais
- Kenta Koie (小家 健太, Koie Kenta) – vocal principal (2006–presente)
- Kazuki Takemura (武村 和樹, Takemura Kazuki) – guitarra (2006–presente)
- Terufumi Tamano (玉野 輝文, Tamano Terufumi) – teclados, programação, samples, vocais de apoio (2006–presente); baixo (2006–2008)
- Tatsuya Amano (天野 達也, Amano Tatsuya) – bateria (2006–presente)
- Hiroki Ikegawa (池川 寛希, Ikegawa Hiroki) – baixo (2008–presente)

Membros de turnê
- Tama – guitarra (2014–presente)[35]

## Discografia
Álbuns de estúdio
- The Dream, the Space (2011)
- Apocalyze (2013)
- Xeno (2015)
- Ex Machina (2018)

## Premiações e nomeamentos
Metal Hammer Golden Gods Awards
| Ano  | Nomeado    | Prêmio                 | Resultado |
| ---- | ---------- | ---------------------- | --------- |
| 2013 | Crossfaith | Best New Band          | Nomeado   |
| 2014 | Crossfaith | Best Breakthrough Band | Nomeado   |

Kerrang! Awards
| Ano  | Nomeado    | Prêmio                      | Resultado |
| ---- | ---------- | --------------------------- | --------- |
| 2014 | Crossfaith | Best International Newcomer | Nomeado   |

Alternative Press Music Awards
| Ano  | Nomeado    | Prêmio                  | Resultado |
| ---- | ---------- | ----------------------- | --------- |
| 2014 | Crossfaith | Best International Band | Nomeado   |
| 2015 | Crossfaith | Best International Band | Nomeado   |

## Turnês

### Turnês japonesas
- Summer Sonic Festival com Artistas Diversos (2011)
- Underoath Japan Tour com Crossfaith (2012)
- Ozzfest Japan com Artistas Diversos (2013)
- Knotfest Japan com Artistas Diversos (2014)
- Rock in Japan Festival com Artistas Diversos (2014)
- Rising Sun Rock Festival com Artistas Diversos (2014)
- Ozzfest Japan com Artistas Diversos (2015)
- Knotfest Japan com Artistas Diversos (2016)
- Knotfest Japan com Artistas Diversos (2021)

### Turnês mundiais
- Of Mice & Men Tour no Reino Unido com Crossfaith e Bury Tomorrow (2012)
- While She Sleeps Tour no Reino Unido com Crossfaith, Bleed from Within, e Polar (2012)
- Vans Warped Tour no Reino Unido com Artistas Diversos (2012)
- South by So What?! nos EUA com Artistas Diversos (2012)
- Enter Shikari US Tour nos EUA com Crossfaith, Architects, e Heartist (2013)
- Vans Warped Tour no Reino Unido com Artistas Diversos (2013)
- Reading and Leeds Festivals na Inglaterra com Artistas Diversos (2013)
- Soundwave Festival na Austrália com Artistas Diversos (2013)
- Bring Me the Horizon Australian Tour na Austrália com Crossfaith e Of Mice & Men (2013)
- Reading and Leeds Festivals na Inglaterra com Artistas Diversos (2014)
- Rock am Ring and Rock im Park na Alemanha com Artistas Diversos (2014)
- Beast Fest na Alemanha com Artistas Diversos (2014)
- Download Festival no Reino Unido com Artistas Diversos (2014)
- Hellfest na França com Artistas Diversos (2014)
- Graspop Metal Meeting na Bélgica com Artistas Diversos (2014)
- Pulp Summer Slam nas Filipinas com Artistas Diversos (2014)
- Vans Warped Tour nos EUA com Artistas Diversos (2015)
- Slam Dunk Festival no Reino Unido com Artistas Diversos (2015)
- Soundwave Festival na Austrália com Artistas Diversos (2015)
- Reading and Leeds Festivals na Inglaterra com Artistas Diversos (2016)
- Pulp Summer Slam nas Filipinas com Artistas Diversos (2017)
- Slam Dunk Festival no Reino Unido com Artistas Diversos (2017)